# Stadsdienst Alphen aan den Rijn
De stadsdienst Alphen aan den Rijn is een in twee richtingen geëxploiteerde ringlijn die de wijken van Alphen aan den Rijn met elkaar en met het station van de NS en het ziekenhuis verbindt. De ringlijn heeft voor beide richtingen een ander lijnnummer. De dienst wordt uitgevoerd door Qbuzz. De stadsdienst hoort bij de concessie Zuid-Holland Noord.

## Geschiedenis
Aanvankelijk werd het busvervoer in Alphen verzorgt door Citosa die in 1968 fuseerde met West Nederland. De stadslijnen kregen hierbij lijnnummers in de reeks 73-79. In 1994 fuseerde West Nederland met ZWN om in 1999 op te gaan in Connexxion.        
- 9 december 2012: De concessie van Connexxion voor busvervoer in Zuid-Holland Noord is overgenomen door Arriva.
- 15 december 2019: Lijn 5 wordt toegevoegd om station Alphen aan den Rijn te verbinden met bedrijventerrein De Schans en het Archeon.
- 9 januari 2022: Lijn 5 vervalt. De route wordt overgenomen door lijnen 3 en 4.
- 27 februari 2022: De doordeweekse avondritten van lijnen 1 en 2 worden overgenomen door Avondvlinder 501, waarvan de ritten vooraf gereserveerd dient te worden.
- 8 januari 2023: Lijn 502 neemt de helft van de ritten van lijn 501 over, beide lijnen rijden precies dezelfde route.
- 7 januari 2024: De Avondvlinder in Alphen aan den Rijn vervalt, de ritten van lijnen 501 en 502 worden omgezet naar vaste ritten van lijnen 1 en 2.
- 15 december 2024: De concessie van Arriva voor busvervoer in Zuid-Holland Noord is overgenomen door Qbuzz.

## Huidige buslijnen
| Lijn | Route             | Via                                                                           | Ringlijn linksom/rechtsom | Bijzonderheden |
| ---- | ----------------- | ----------------------------------------------------------------------------- | ------------------------- | -------------- |
| 1    | Station → Station | Ridderveld Oost, Herenhof, Ridderveld West, Rijnhaven, Kerk en Zanen, Archeon | Linksom                   |                |
| 2    | Station → Station | Archeon, Kerk en Zanen, Rijnhaven, Ridderveld West, Herenhof, Ridderveld Oost | Rechtsom                  |                |

## Materieel
Op de stadsdienst wordt gereden met Iveco E-way 10.7 bussen. Deze worden ook op stadsBuzz Gouda ingezet.
| Merk  | Type       | Series    | Bouwjaar | Status     | Inzet                                  | Opmerking | Afbeelding |
| ----- | ---------- | --------- | -------- | ---------- | -------------------------------------- | --------- | ---------- |
| Iveco | E-way 10.7 | 8001-8015 | 2024     | In gebruik | stadsBuzz Alphen aan den Rijn en Gouda |           |            |